# La Sala de Vilalleons
La Sala de Vilalleons és una obra del municipi de Sant Julià de Vilatorta (Osona) declarada bé cultural d'interès nacional.

## Descripció
Es tracta d'una masia, orientada a migdia, de planta rectangular, conta de tres pisos i golfes, les quals són obertes a la part de la façana formant arcs rebaixats. La casa és coberta a dues aigües formant amplis voladissos. A la part dreta hi ha un cos adossat, també de planta rectangular però que sobresurt del cos principal, on hi han uns porxos i un habitatge destinat als guardians. La masia ha estat recentment restaurada, amb l'interès de conservar els elements antics, però sense respectar l'emplaçament originari. Està envoltada de jardins i una piscina guardant l'antiga era. L'actual conjunt residencial estaria construït al damunt de la domus de la Sala de la qual podrien quedar restes al subsòl.

## Història
És una casa fortificada. Documentada el 1231. Després transformada en mas i casal residencial. Té elements a la seva base del segle xiii. Ampliat i renovat els segles XVII-XIX.
En el curs d'una restauració de llurs murs han aparegut antics carreus romànics així com finestra geminada de finals del romànic.